# Tamarix africana
Tamarix africana är en tamariskväxtart som beskrevs av Poiret. Tamarix africana ingår i släktet tamarisker, och familjen tamariskväxter. Inga underarter finns listade.

## Bildgalleri

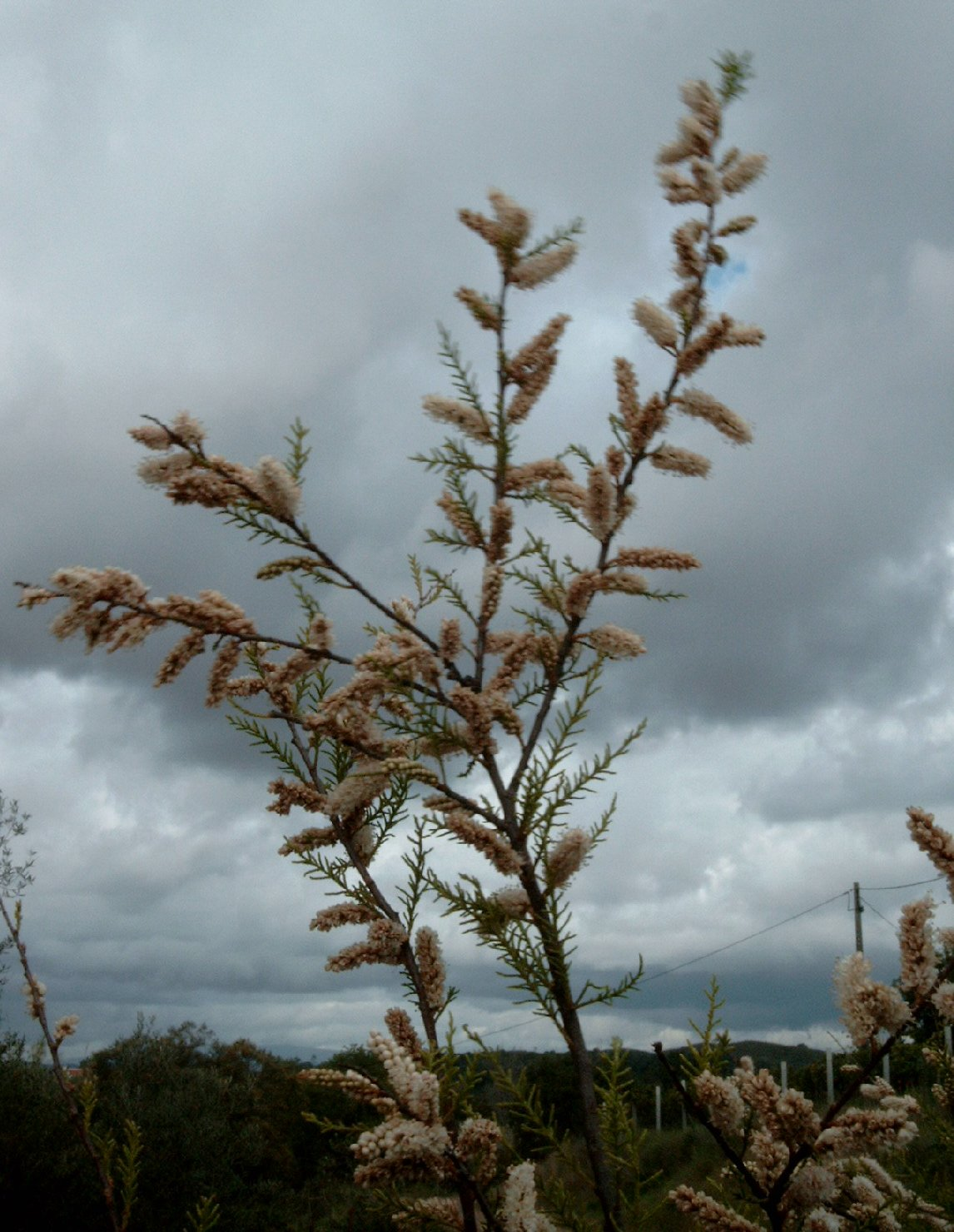